# William Christian (hockey sur glace)
Pour les articles homonymes, voir William Christian et Christian.
Temple de la renommée de l'IIHF : 1998
Temple de la renommée américain : 1984
William David Christian, dit Bill Christian, (né le 28 janvier 1938 à Warroad, dans l'État du Minnesota aux États-Unis) est un joueur américain de hockey sur glace qui remporte médaille d'or avec les États-Unis aux Jeux olympiques d'hiver de 1960 à Squaw Valley.

## Carrière de joueur
À ses débuts, après avoir mené son équipe du lycée de Warroad à la finale du tournoi d'état en 1953, Bill Christian joue un an à l'Université du Minnesota avec l'entraîneur John Mariucci avant de rejoindre l'équipe nationale américaine de 1958, la première équipe athlétique américaine à jouer en Union soviétique.
Christian est le meilleur marqueur de l'équipe avec sept buts et cinq passes décisives, l'équipe ayant terminé avec un bilan de trois victoires, trois défaites et un match nul Tournoi mondial à Oslo, en Norvège. Cela marque la première des cinq années où il joue avec les équipes nationale et olympique, les autres étant en 1960, 1962, 1964 et 1965. Mais c'est en 1960, l'année la plus marquante pour lui, que Christian reporte la médaille d'or en marquant le but de la victoire contre les Russes.
Christian joue pour sa ville natale Warroad Lakers pendant 23 ans avant de finalement se retirer après la saison 1980. Pendant cette période, l'équipe ne connaît jamais de saison perdante et gagne des titres intermédiaires canadiens[Quoi ?] en 1964 et 1974. En 1969 et 1970, Bill est l'entraîneur de l'équipe d'étoiles quand les Lakers deviennent champions de ligue de hockey de Manitoba. Avec les Lakers, il a la chance de jouer avec ses deux fils, Eddie et David. Ses deux fils ont joué au hockey à l'université et David, continue vers une carrière professionnelle dans la Ligue nationale de hockey et est membre de l'équipe olympique américaine de hockey sur glace en 1980 qui gagne aussi une médaille d'or.
En 1964, avec d'autres membres de sa famille, il crée Christian Brothers, Inc., une société de fabrication de matériel et de bâton de hockey de plusieurs millions de dollars. Il poursuit son travail pour le hockey grâce au service communautaire et à l'encadrement des jeunes, ce qu'il a fait à plusieurs reprises au sein des jeunes à Warroad.
Il est intronisé membre du temple de la renommée de la Fédération américaine de hockey sur glace en 1984 et du temple de la renommée de la Fédération internationale de hockey sur glace en 1998.